# Gottlieb Nakuta
Gottlieb Nakuta (ur. 8 maja 1988 w Walvis Bay) – piłkarz namibijski grający na pozycji obrońcy.

## Kariera klubowa
Całą swoją karierę piłkarską Nakuta spędził w klubie Blue Waters Walvis Bay. W jego barwach zadebiutował w 2006 roku w namibijskiej Premier League i grał w nim do 2018 roku.

## Kariera reprezentacyjna
W reprezentacji Namibii Nakuta zadebiutował w 2006 roku. W 2008 roku był powołany do kadry na Puchar Narodów Afryki 2008, jednak nie rozegrał tam żadnego spotkania. Od 2006 do 2008 rozegrał w kadrze narodowej 12 meczów.